# Кочкор (река)
Кочкор (кирг. Кочкор) — река в Кыргызстане, течёт по территории Кочкорского района Нарынской области. Левый приток реки Чу.
Длина реки составляет 45 км. Площадь водосборного бассейна равняется 2590 км². Среднемноголетний расход воды — 12,6 м³/с. Половодье в октябре — мае.
Начинается от слияния рек Восточный Суек (Сёок) и Восточный Каракол (Каракол) на высоте 2189 м над уровнем моря у села Мантыш. От истока до устья преобладающим направлением течения является восток. У села Кочкорка сливается с Джуанарык, образуя реку Чу.
Основные притоки: Восточный Каракол, Сёок, Кызарт, Мыкан, Шамшы и другие.